# Medesicasta
Medesicasta (in greco antico: Μηδεσικάστη?, Mēdesikástē) o Medesicasti o Medesicaste è un personaggio della mitologia greca. Fu una principessa di Troia.

## Genealogia
Era figlia di Laomedonte.
Non ci sono notizie di sposi o progenie.

## Mitologia
Medesicasta, sorella di Priamo, sopravvisse alla guerra di Troia e fu fatta prigioniera dagli uomini di Protesilao insieme a due delle sue sorelle (Etilla ed Astioche). 

Il lungo viaggio fu percorso via mare e la ragazza cercò di coinvolgere tutte le schiave della nave per bruciarla e riuscendo nel loro intento, costrinsero i greci attraccare alla terra più vicina ed una volta stabilitisi fondarono una città chiamata Scione.
Apollodoro posiziona l'evento in Italia vicino al fiume Nauaethus e scrive che le schiave (chiamate Nauprestides) ed i greci si stabilirono lì.
Secondo Strabone, il fiume siciliano Neaethus (una variante per "Nauaethus") fu chiamato così perché quando i greci che si erano allontanati dalla flotta sbarcarono li vicino e si diressero nell'entroterra per esplorare il paese, le donne troiane che erano con loro osservarono la fertilità della terra e decisero di incendiare le navi per ottenere che gli uomini restassero lì.